# Palacio del Infantado

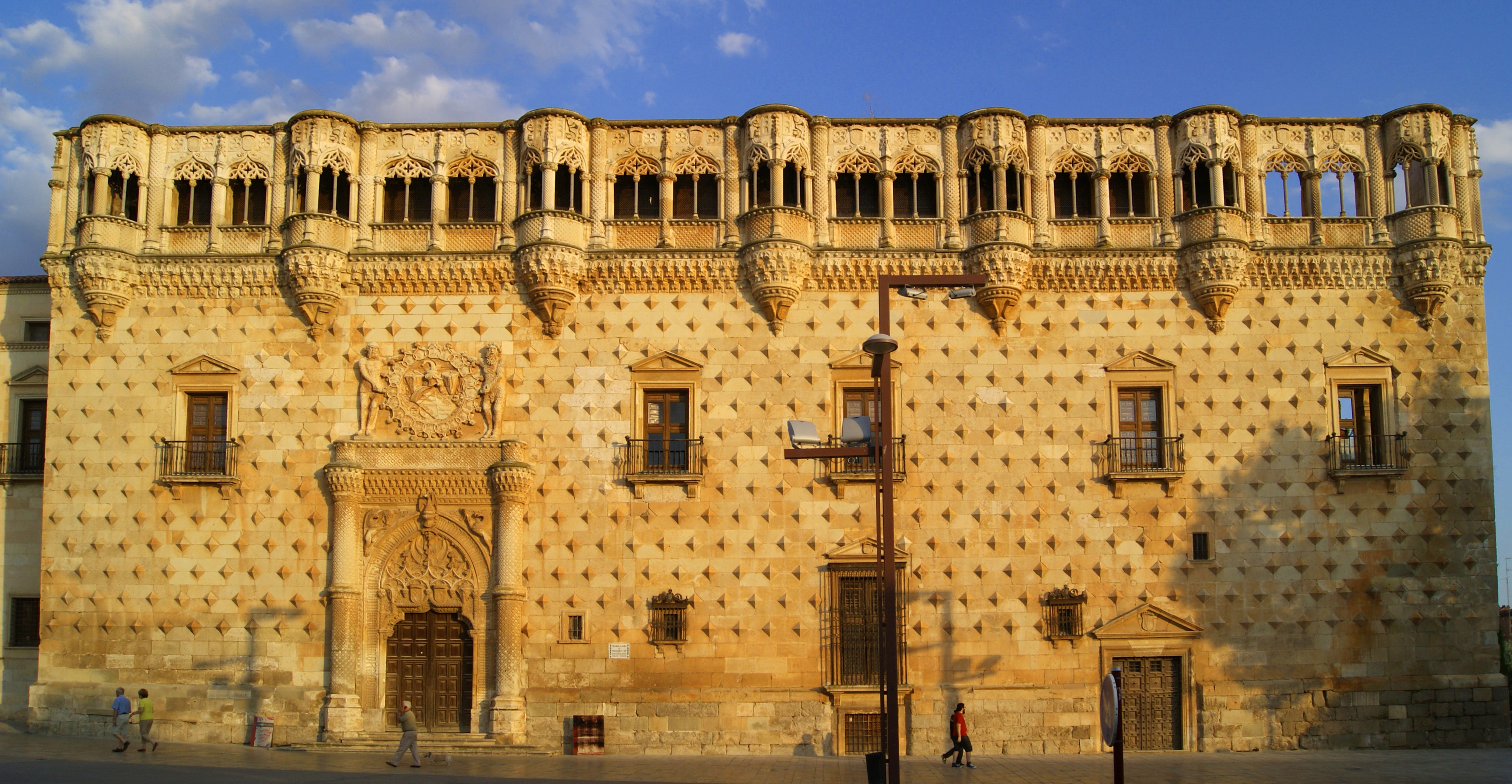
Hauptfassade des Palacio del Infantado

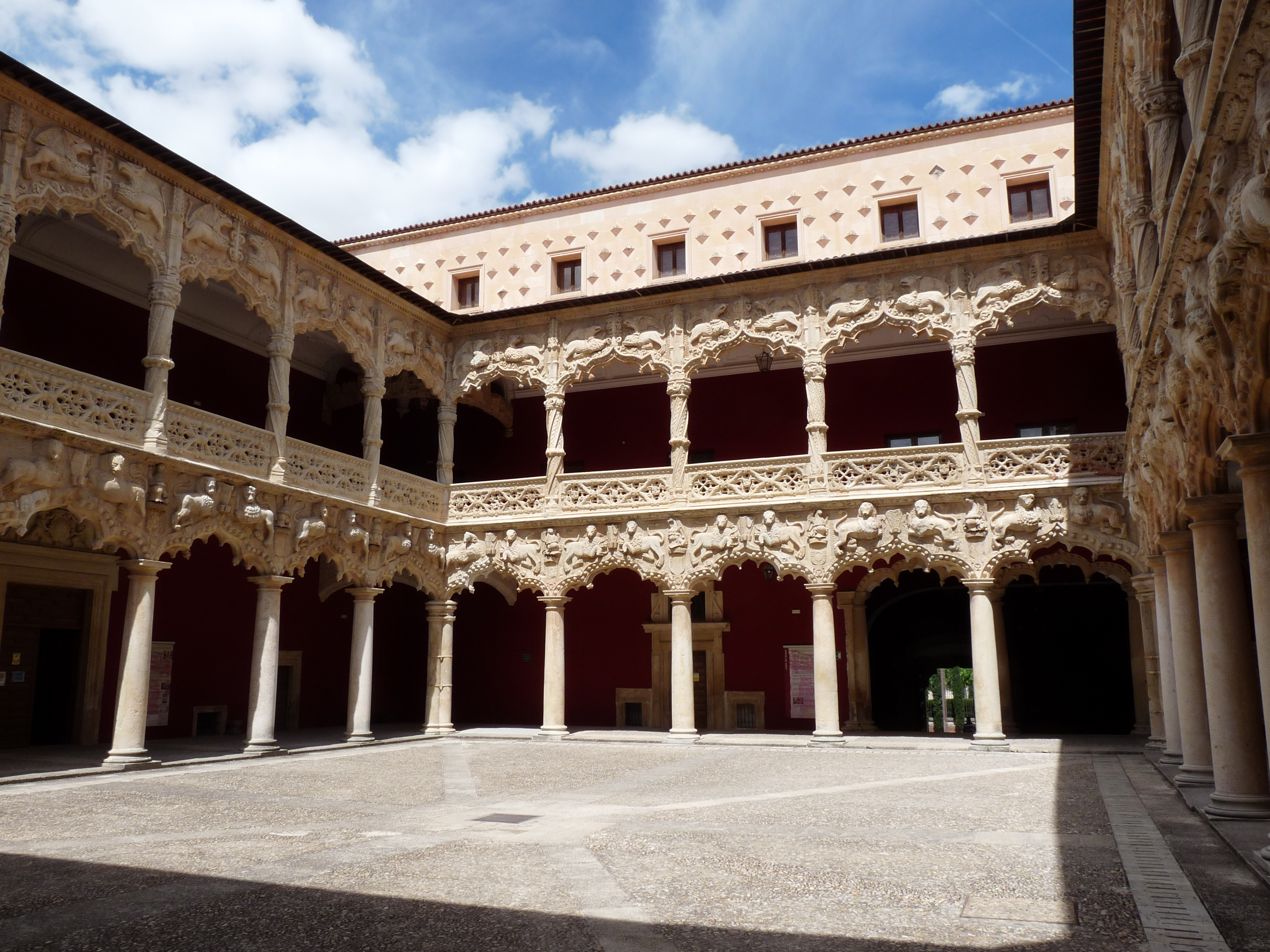
Patio de los leones („Löwenhof“) im Palacio del Infantado

Der Palacio del Infantado (Infantado-Palast) oder Palacio de los Duques del Infantado (Palast der Herzöge von El Infantado) ist ein Palast im gotisch-isabellinischen Stil mit Renaissance-Elementen in der spanischen Stadt Guadalajara. Er wurde Ende des 15. Jahrhunderts auf Wunsch von Íñigo López de Mendoza y Luna, dem 2. Herzog von El Infantado, erbaut.

## Geschichte
Der Palacio del Infantado befindet sich an der gleichen Stelle wie die casas principales von Pedro González, dem ersten Mendoza von Alcarreño. Im Jahr 1480 ließ der zweite Herzog von El Infantado, Íñigo López de Mendoza, das alte Haus der Familie abreißen und beschloss einen neuen Palast zu erbauen „um den Ruhm seiner Vorfahren und seinen eigenen zu vergrößern“. Die Fassade war bereits 1483 fertiggestellt, kurze Zeit später auch der Patio und am Ende des 15. Jahrhunderts war das ganze Ensemble in seinen Grundzügen fertig. Das Bauwerk strahlte in der ganzen Pracht der spanischen Gotik, seiner Kassettendecken und prächtigen Ausstattung. Die Bauleitung wird dem Architekten Juan Guas aus Toledo zugeschrieben.

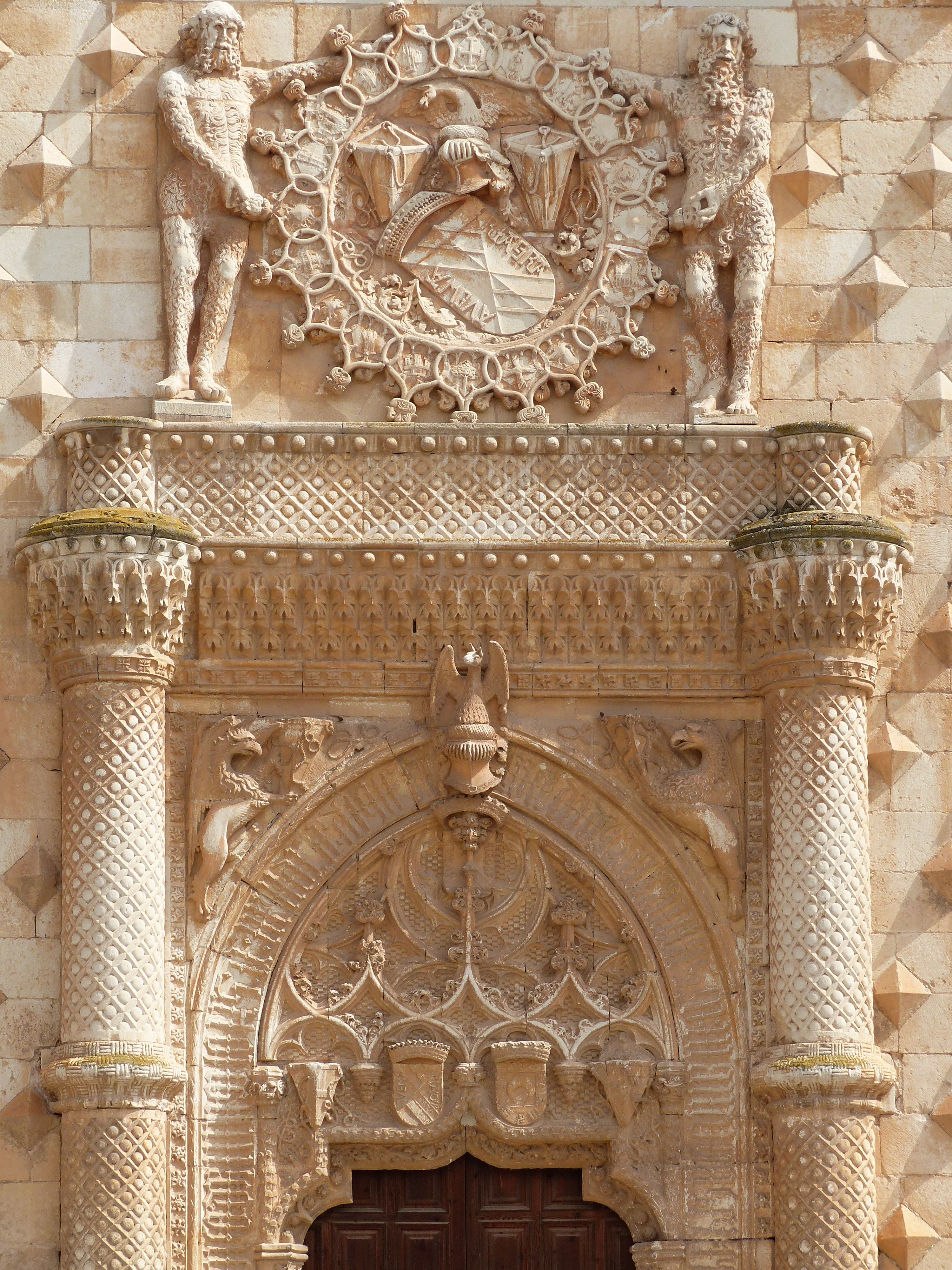
Platereskendekor und Wappen der Mendoza über dem Haupteingang des Palacio del Infantado

Im Jahr 1560 fanden im Palast die Hochzeitsfeierlichkeiten König Philipps II. mit Elisabeth von Valois statt.
1569 ließ der fünfte Herzog del Infantado eine Reihe von Erneuerungsmaßnahmen unter der Leitung von Acacio Orejón vornehmen, um den Palast auf Augenhöhe mit der Residenz Philipps II. bei Madrid zu halten. Daher baute man an der Fassade einige Renaissance-Elemente ein – man öffnete neue Fenster, vermauerte alte Fensteröffnungen und entfernte gotische Pinakel. Im Patio wurde das Bodenniveau angehoben, und die unteren Säle wurden mit Deckengemälden von italienischen Künstlern geschmückt, die im Escorial arbeiteten. Auch ein mythologischer Garten wurde angelegt.
1738 zog sich Maria Anna von Pfalz-Neuburg, die letzte Königin der spanischen Habsburger, nach ihrem Exil in Bayonne in den Infantado-Palast zurück, wo sie zwei Jahre später verstarb.
In den folgenden Jahrhunderten verließen die Mendoza Guadalajara und ihren Palast, um am Hof zu leben. Ende des 19. Jahrhunderts, trat der 15. Herzog del Infantado, Mariano Téllez-Girón y Beaufort Spontin, die Hälfte des Palastes an die Stadt ab. Später wurde darin vom Herzogshaus und von der Stadtverwaltung ein Heim für Waisenkinder von Militärangehörigen eingerichtet.
Im Spanischen Bürgerkrieg wurde das Gebäude bombardiert und zerstört (1936). Nach dem Krieg erfolgte die Übergabe an das Kriegsministerium. Die Besitzer des Palastes, d. h. der achtzehnte Herzog del Infantado, reservierte einen Teil des Gebäudes als Wohnung und für das Familienarchiv und überließ zusammen mit dem Stadtrat von Guadalajara das restliche Gebäude dem Provinzialrat, der ab dem Jahr 1961 ein großes Museumsprojekt initiierte. Der verfallene Palast wurde wieder aufgebaut und restauriert, um ihm seinen alten Glanz zurückzugeben, aber die einst berühmten Kassettendecken im Mudéjar-Stil sind für immer verloren.
Im Jahr 1972 wurden die historischen Provinzialarchive und die öffentliche Bibliothek der Provinz Guadalajara im Palast eingerichtet; die letztere wurde jedoch später (2004) in den Palacio de Davalos verlegt.
Aktuell ist der Palacio del Infantado Sitz der historischen Archive und des Museums der Provinz Guadalajara (Museo Provincial de Guadalajara).

## Beschreibung

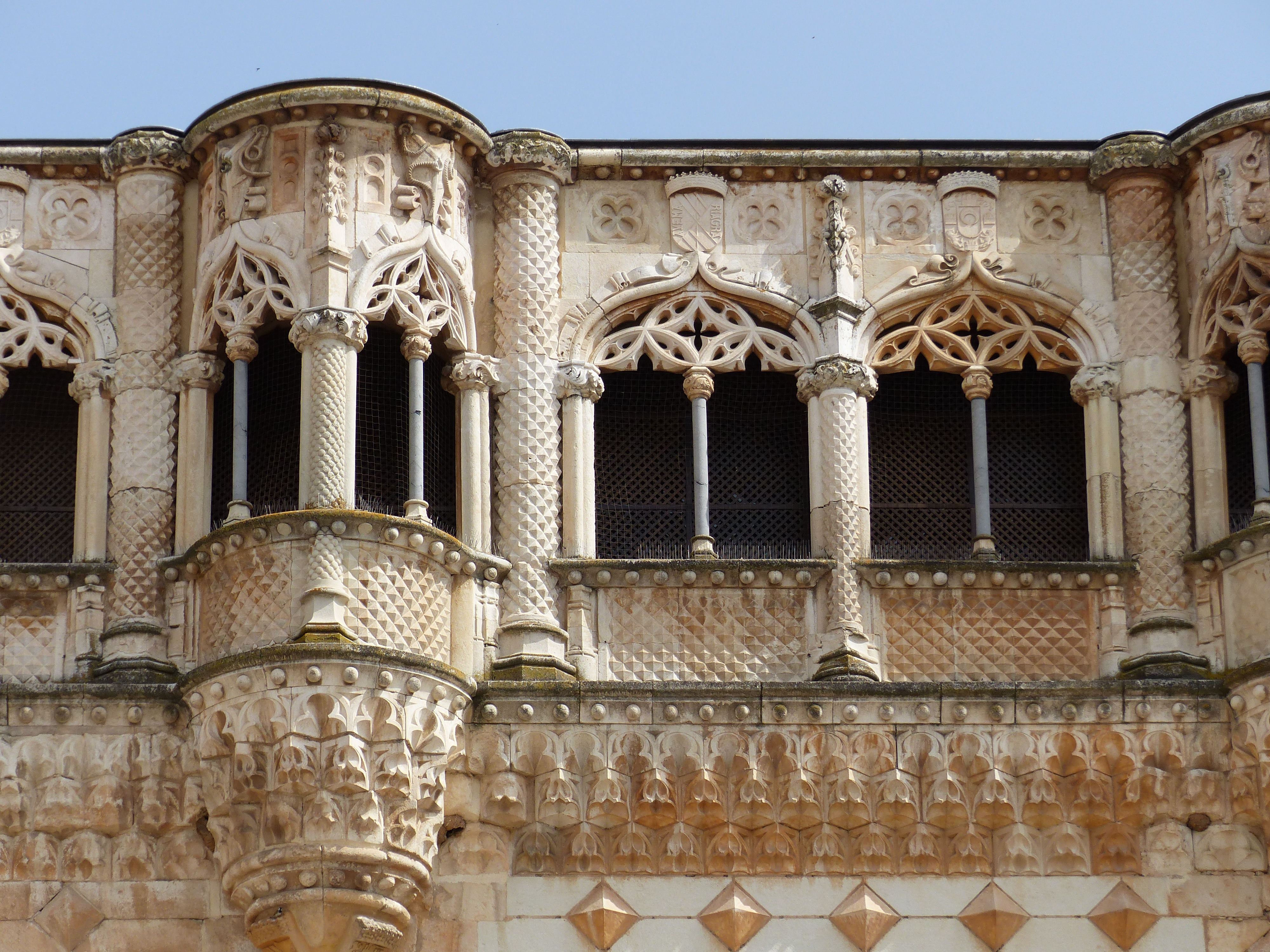
Detail der oberen Galerie der Hauptfassade

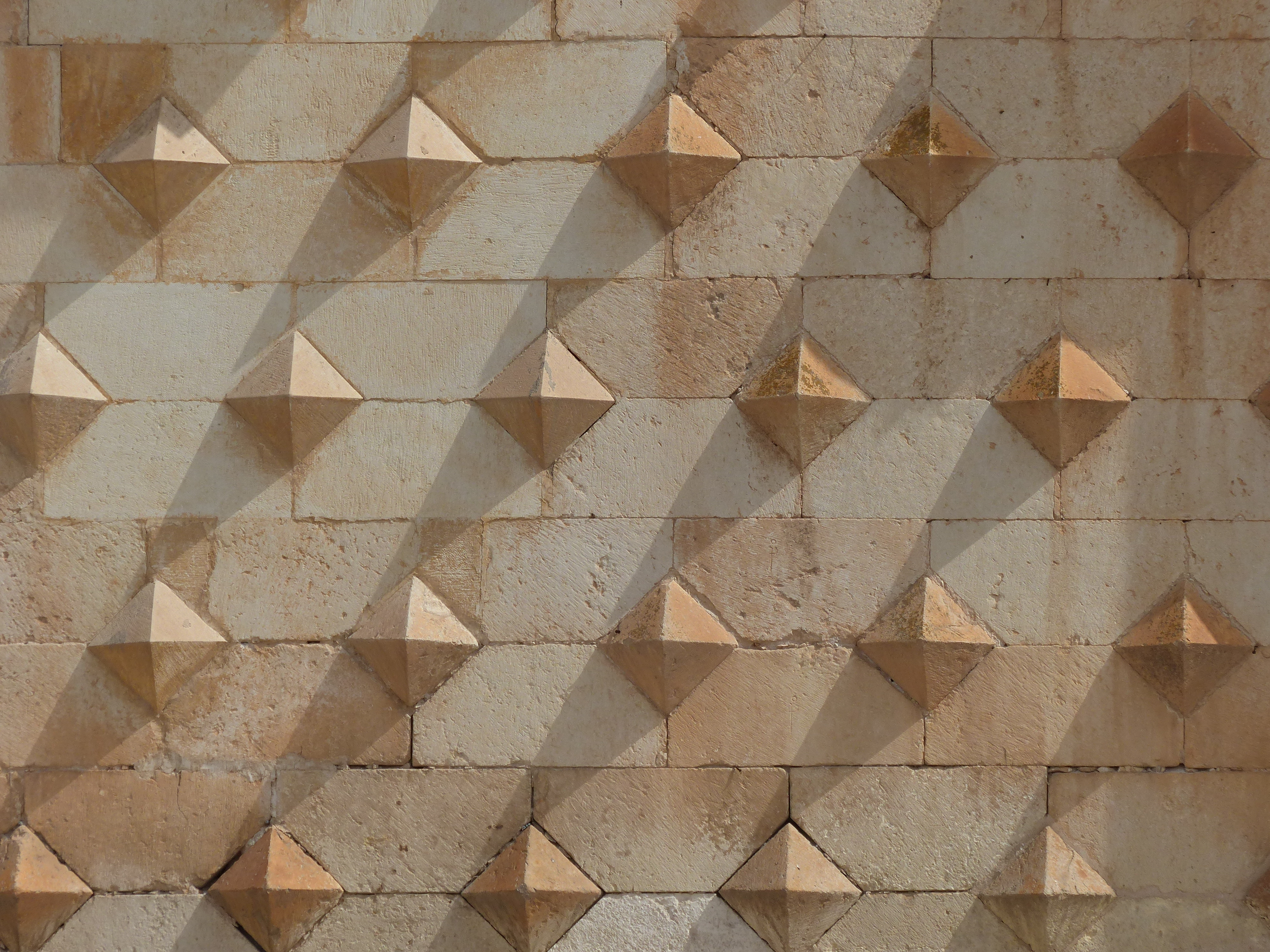
Diamantquader an der Hauptfassade

Der Stil des Palastes kann als typisch spanisch (oder iberisch) gelten. Obwohl ein Teil der Dekoration, der Struktur der Balkone oder Portale in der Tradition der flämischen Gotik stehen, sind viele andere dekorative Elemente, wie die Anordnung der Öffnungen in der Fassade, einschließlich des ornamentalen Themas der hervorstehenden „Spitzen“ (Diamantquader), maurisches Erbe. Er ist ein exquisites Beispiel für die Mudéjar-Kunst, übertrifft beide Stile und geht in der Handschrift der isabellinischen oder hispano-flämischen Gotik auf, die, wie oben erwähnt, in der zweiten Hälfte des 16. Jahrhunderts mit Spuren der Renaissance verändert wurde.
Die nach Westen gelegene Hauptfassade gilt als ein Juwel des isabellinischen Stils. Die auffälligsten Dekorationselemente sind die Diamantspitzen, die über die gesamte Fassade verteilt sind. Im obersten Stockwerk, das die Fassade bekrönt, befindet sich über einem Fries mit muqarnas-Dekor eine Galerie, die von Wachtürmchen akzentuiert wird, das Ganze mit feinstem Mudéjardekor versehen. Hinter der Galerie befand sich früher der Lesesaal der Provinzbibliothek, der mit großer Nüchternheit in einem klassizistischen Stil gehalten ist, bekrönt von einer Kassettendecke. Laut Ruiz Sousa reflektiert die Sprache der Fassade andalusische Einflüsse auf die Schule von Toledo, mit dem Ziel, ein Modell für den modus vivendi des Adels zu schaffen. Egas Cueman entwarf die aufwendige skulpturale Ausstattung des Palastes.
Der Haupteingang zum Gebäude befindet sich an der linken Seite der Hauptfassade und führt direkt zum Innenhof, dem Patio. Das Portal wird von zwei dicken zylindrischen Säulen flankiert, die verziert sind mit zwei ineinander verschlungenen Kragen aus geflochtenen Kordeln. Über der Tür halten zwei Faune oder behaarte „wilde Männer“ eine runde Kette aus 20 verschiedenen Schilden, welche die Staaten, Titel und Herrschaften repräsentieren, die bis zu diesem Zeitpunkt in den Händen des Hauses Mendoza waren. In der Mitte der rahmenden Kette erscheint das Wappen der Familie Mendoza mit einer Herzogskrone darüber und verschiedenen anderen Symbolen, das Ganze bekrönt von einem greifenköpfigen Adler.

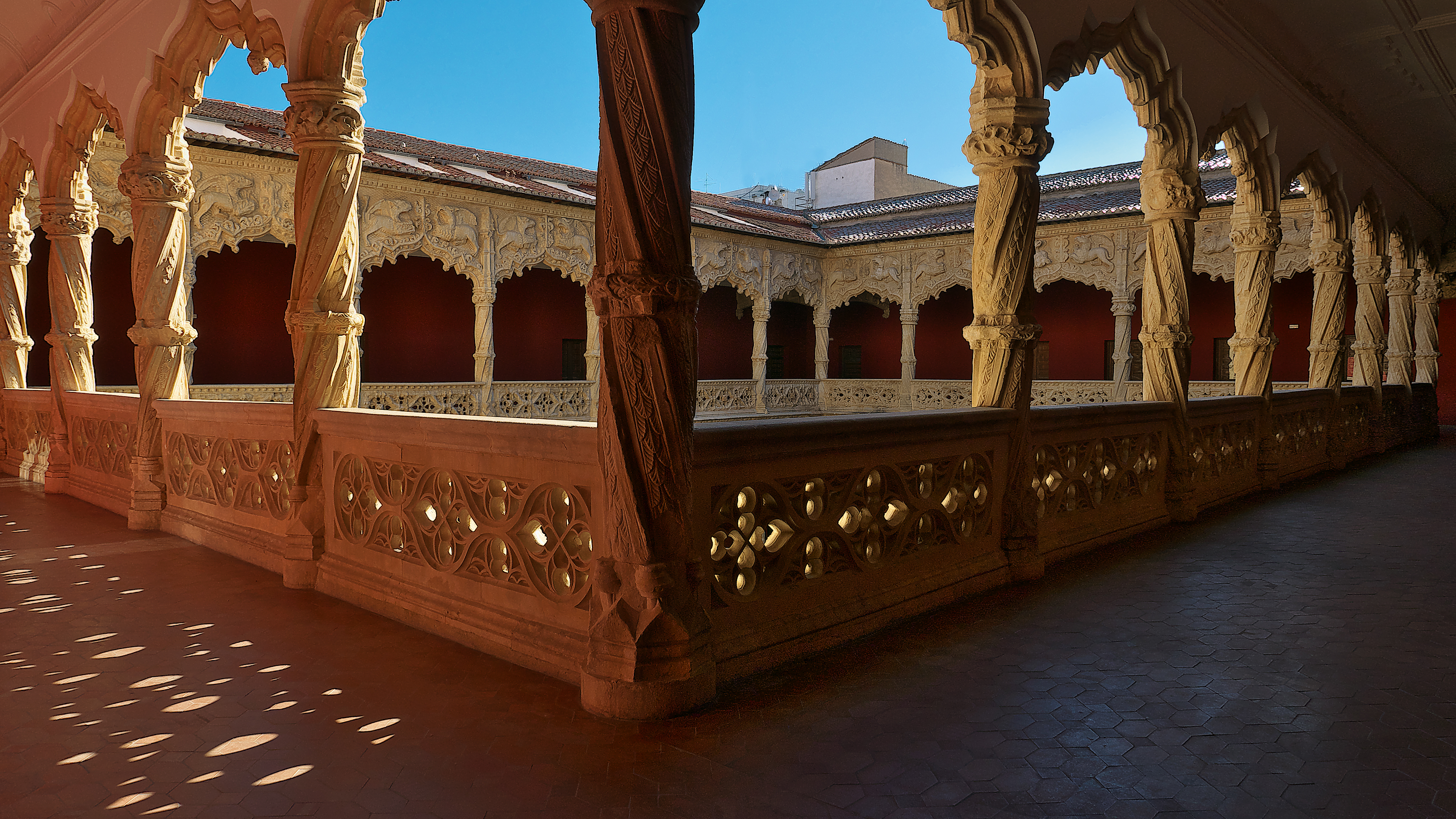
Obergeschoss des Patio de los Leones

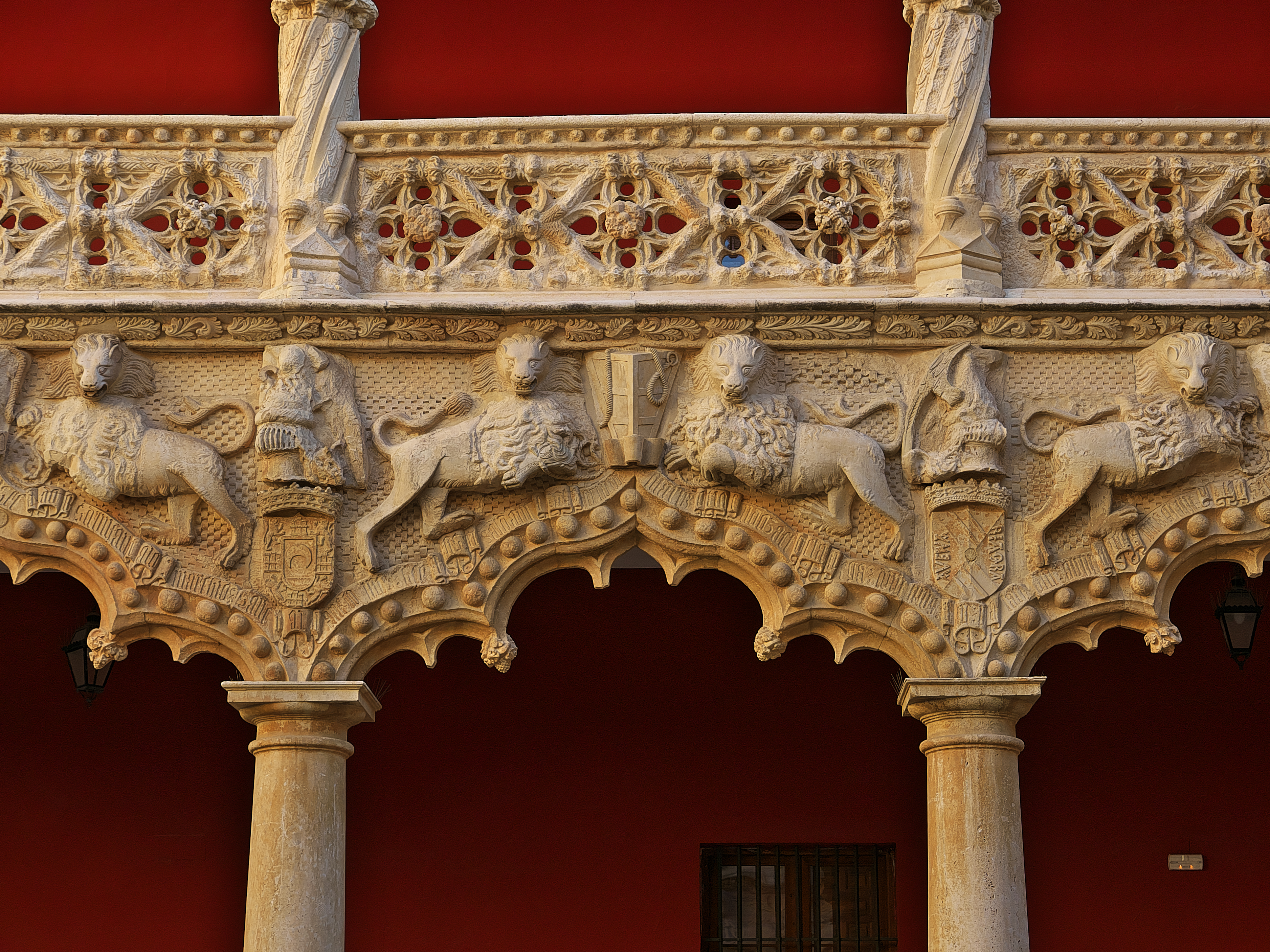
Löwen im Patio de los Leones

Der zentrale Patio de los leones („Löwenhof“) besticht durch sein isabellinisches Dekor: er ist rechteckig, die Längsseiten im Süden und Norden haben sieben Bögen, die Querseiten im Osten und Westen fünf Bögen. In zwei übereinanderliegenden Galerien befinden sich mischlineare Bögen. Im Erdgeschoss sind die Säulen, welche die Bögen stützen, von toskanischer Ordnung, im Obergeschoss darüber gedrehte Säulchen mit Verzierungen aus Blattwerk. Als Füllungen für die Wände über den Bögen erscheinen im Erdgeschoss die berühmten Löwenpaare (Emblem von Don Diego Hurtado de Mendoza), und in der oberen Galerie stattdessen geflügelte Greife. Über jeder Säule im Erdgeschoss befindet sich ein Wappen, immer abwechselnd mit den Symbolen der Mendoza und mit denjenigen des Hauses Luna (das ist u. a. eine Mondsichel wegen lateinisch luna = Mond) – und alle mit der entsprechenden herzoglichen Krone überhöht. Entlang den Bögen erscheint ein langes Schriftband, auf dem der folgende Satz in gotischen Lettern eingemeißelt ist:

„El yllustre señor don yñigo lopes de mendoca duque segundo del ynfantazgo, marqués de santillana, conde del rreal e de saldaña, señor de Mendoca y de la Vega, manda fa (ser esta) portada (año del nascimiento del nro salvado ihu xpo de MCCCCCL) XXXIII años... seyendo esta casa edificada por sus antecesores con grandes gastos e de sumptuoso edificio, se (pu)so toda por el suelo y por acrescentar la gloria de sus proxenitores y la suya propia la mandó edeficar otra vez para mas onrrar la grandeza (de su linaje) año myl e quatrocientos e ochenta y tres años.
Der illustre Señor / Don Yñigo Lopes de Mendoca / zweiter Herzog del Ynfantazgo / Marqués de Santillana / Conde del Rreal und von Saldaña / Señor de Mendoca und de la Vega / gab die Order zum Bau dieses Portals / im Jahr der Geburt unseres Herrn Jesu Christi MCCCCLXXXIII (= 1483; Anm. d. Übers.). / Dieses Haus, / erbaut von seinen Vorfahren zu großen Kosten / und als prächtiges Gebäude, / wurde vollkommen zerstört. / Um den Ruhm seiner Vorgänger und seinen eigenen zu vergrößern, / ließ er es ein zweites Mal errichten / zur Ehre seines Hauses. / Im Jahr Tausend Vierhundert dreiundachtzig.“

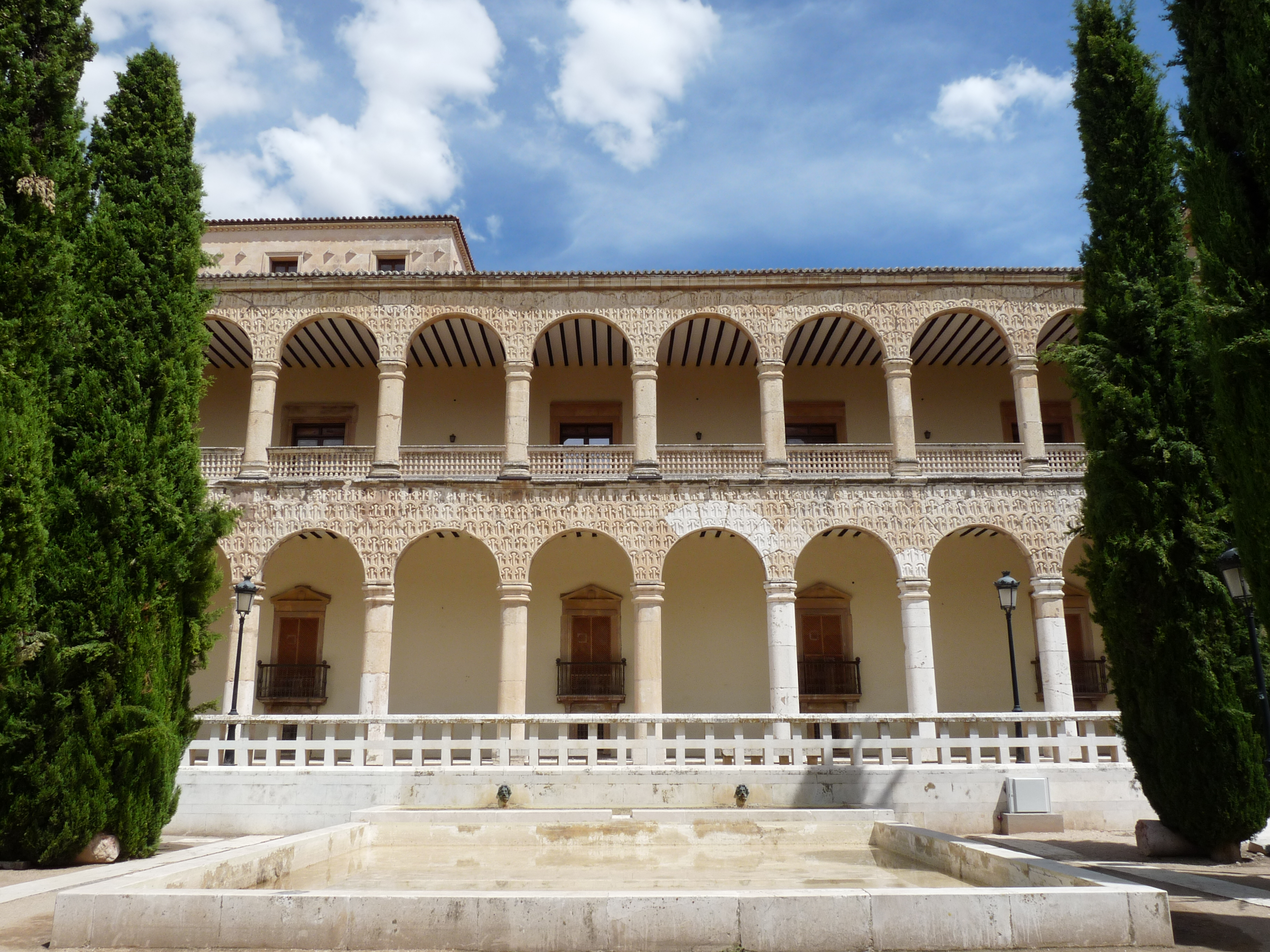
Galerie von Lorenzo de Trillo an der Gartenfassade des Palacio del Infantado

Um 1496 wurde die Galerie zum Garten von Lorenzo de Trillo errichtet; sie besteht aus einer doppelten Bogenreihe.
Berühmt waren im Inneren die Kassettendecken im Mudéjarstil, die im Bürgerkrieg zerstört wurden. Erhalten sind in den Sälen des Erdgeschosses die Decken und Dekorationen in Groteskenmalerei, die von italienischen Malern im 16. Jahrhundert auf Befehl des fünften Herzogs del Infantado geschaffen wurden. Darunter der Saal des Kronos (sala del Crono), mit dem Bild dieses Gottes und den Symbolen des Tierkreises; der große Schlachtensaal (sala de las batallas), mit verschiedenen bewegten Szenen aus der Militärgeschichte der Mendozas; der Saal der Atalanta mit fünf Szenen aus der Legende dieser Göttin, die zusammen mit Hippomenes dargestellt ist; in diesem Raum befindet sich außerdem ein Kamin aus Carrara-Marmor, geschaffen von den italienischen Künstlern Juan Bautista (= Giovanni Battista) und Domingo (= Domenico) Milanés (Milanese oder da Milano = aus Mailand). Die Malereien schuf Romulo Cincinato in den Jahren 1578 bis 1580.

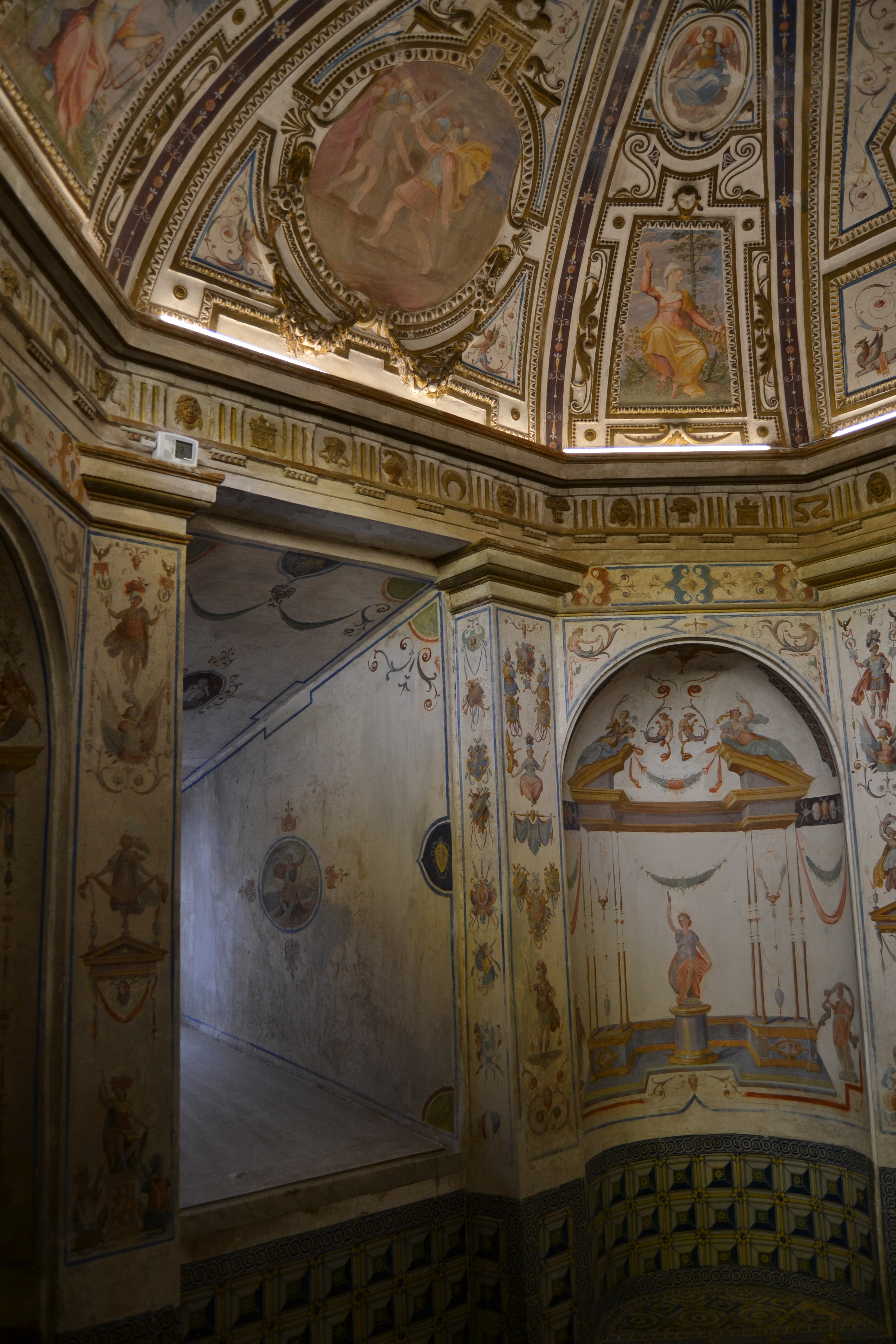
Raum mit Groteskendekor
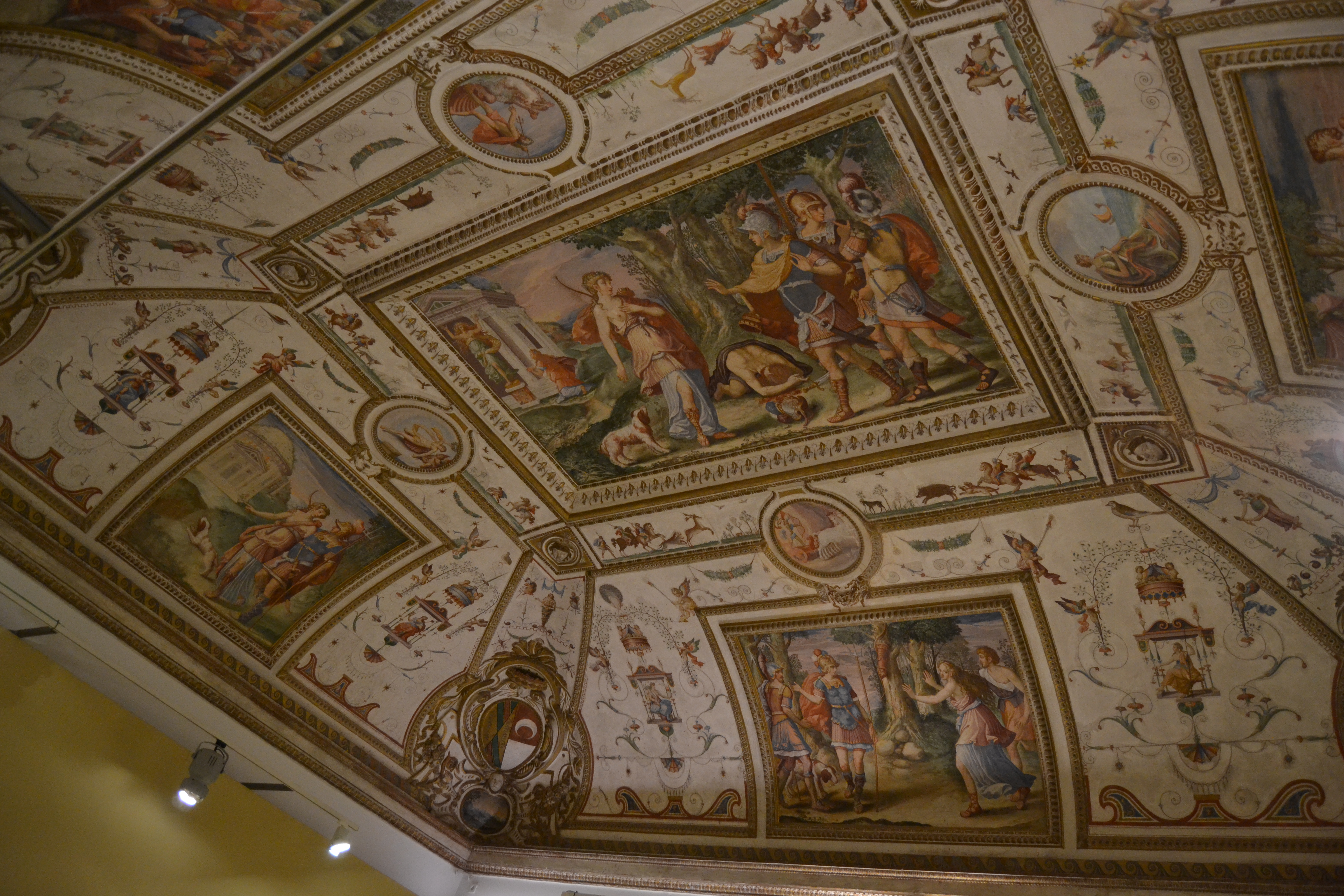
Decke in der Sala de Atalanta, Palacio del Infantado

## Museo Provincial de Guadalajara

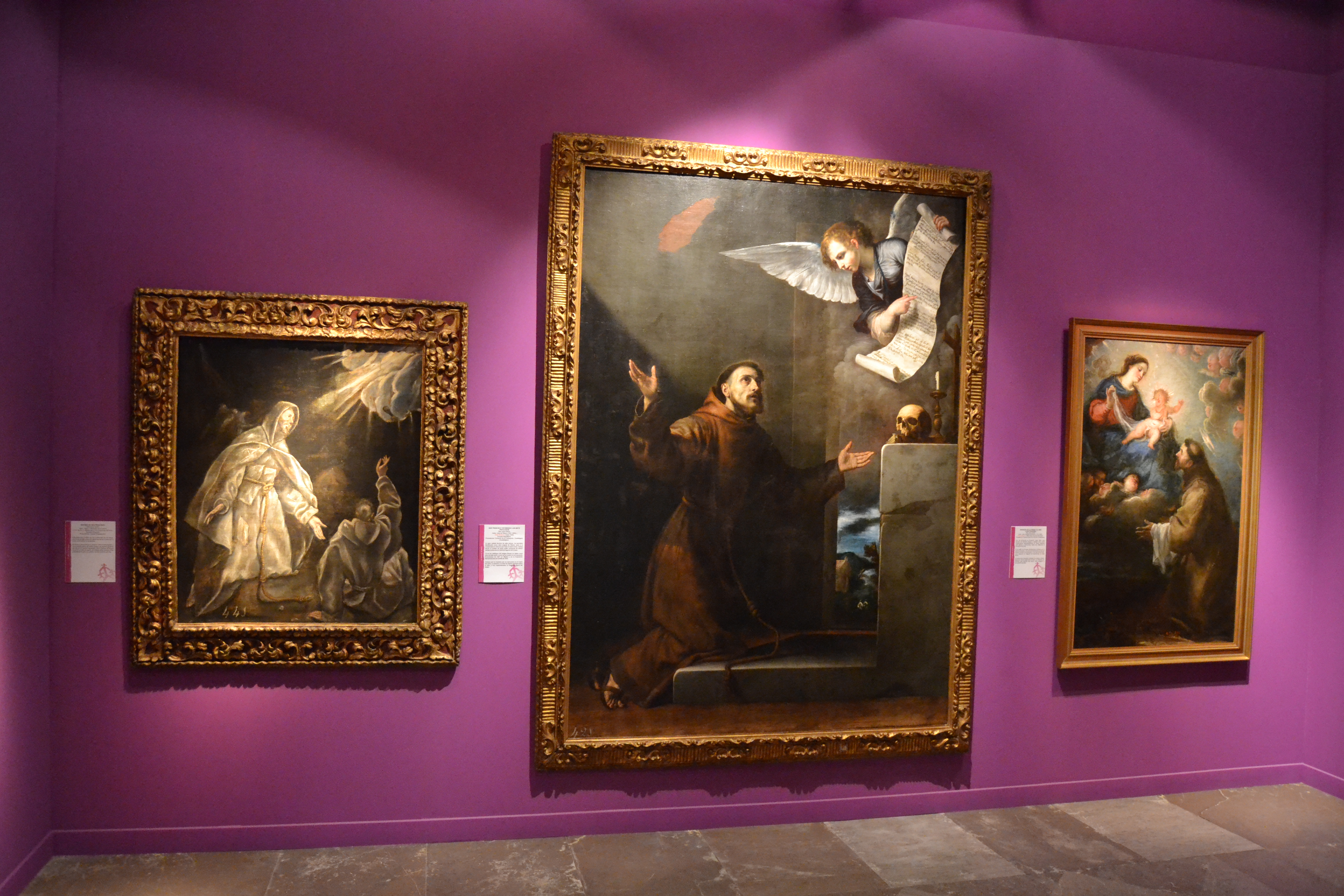
Gemälde im Museo de Guadalajara, Palacio del Infantado

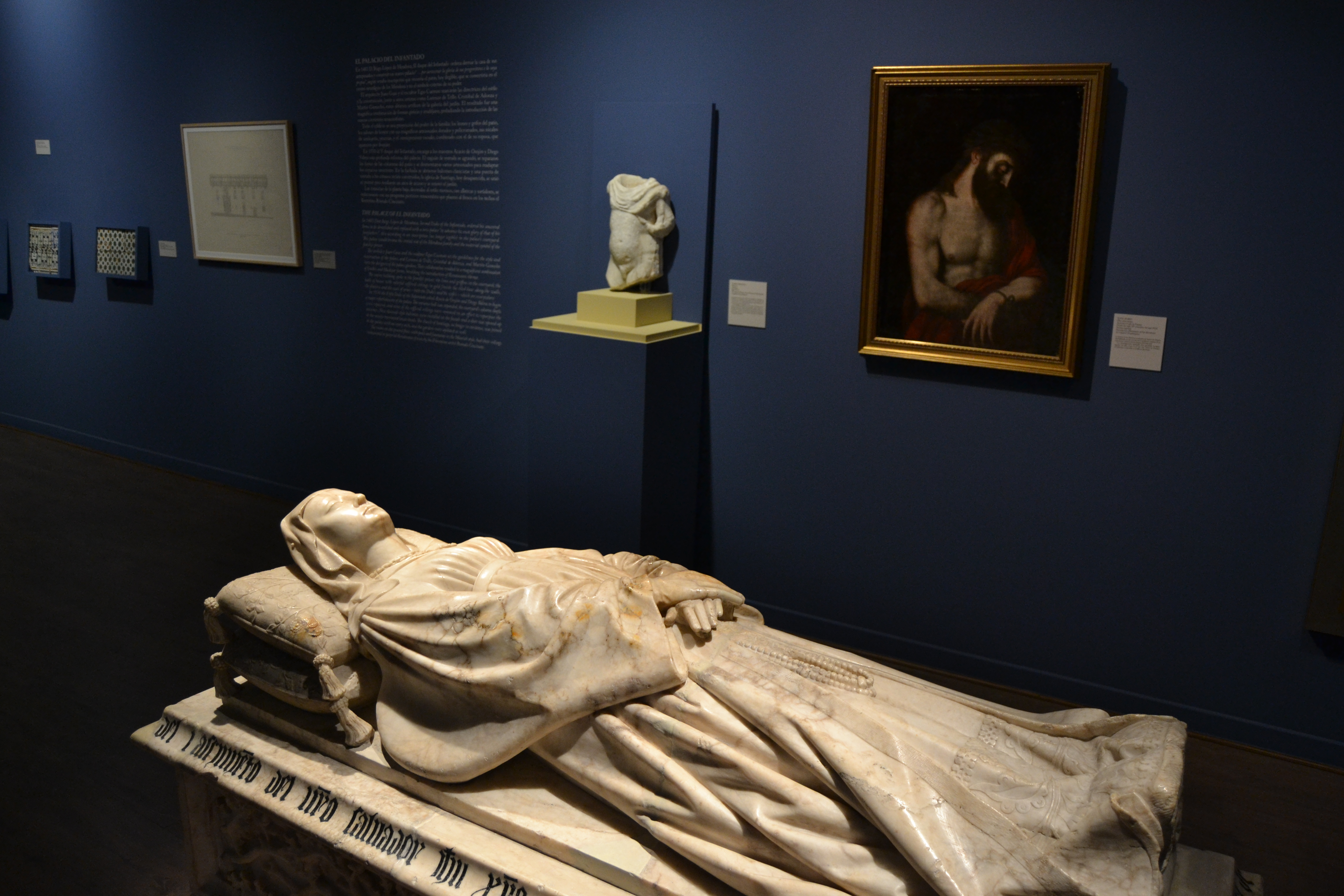
Grabmal der Aldonza de Mendoza (15. Jahrhundert), Museo de Guadalajara (im Palacio del Infantado)

Das Museum wurde 1838 eingerichtet und enthält u. a. Sammlungen von Kunst, Archäologie und Ethnologie. Es finden außerdem temporäre Ausstellungen statt. Der Schwerpunkt der Kunstsammlungen liegt auf religiöser Kunst, mit mehr als 200 Objekten, darunter Gemälde, Skulpturen und antike Möbel aus dem 15. bis 21. Jahrhundert. Als Hauptwerke stechen hervor: das Grabmal der Aldonza de Mendoza (15. Jahrhundert); Gemälde von Alonso Cano, José de Ribera, Juan Carreño de Miranda, Bartolomé Román und Luis Tristán, sowie Terrakotten von Luis Roldán. An archäologischen Objekten seien genannt: Eine Frauenskulptur des Zenon von Aphrodisias aus dem 2. Jahrhundert, keltiberische Waffen, Fragmente von Gipsstukkaturen im Mudéjarstil aus der Synagoge des Prao de los Judíos aus Molina de Aragón (14.–15. Jahrhundert); und repräsentative Stücke der Volkskultur aus der Provinz Guadalajara, wie z. B. Botargo-Masken (máscaras de botarga) aus Arbancón oder ein Bienenstock aus einem Baumstamm und mit Schieferdecke aus Roblelacasa.

### Palacio del Infantado
- Leonardo Benévolo: Historia de la arquitectura del Renacimiento. Taurus Ediciones, Madrid, 1973. ISBN 978-84-306-9759-5
- Fernando Checa Cremades: Arquitectura del Renacimiento en España, Ediciones Cátedra. Madrid, 1989. ISBN 978-84-376-0830-3
- Cayetano Enríquez de Salamanca: Guadalajara, Editorial Everest, León, 1986. ISBN 978-84-241-4289-6
- Antonio Herrera Casado: El palacio del Infantado en Guadalajara, Institución Provincial de Cultura «Marqués de Santillana», Guadalajara, 1975. ISBN 978-84-500-7162-7
- Francisco Layna Serrano: El palacio del Infantado, Aache Ediciones, Guadalajara, 1996. ISBN 978-84-87743-78-8

### Museo Provincial de Guadalajara
- F. Aguado Díaz, M. L. Crespo Cano; M. A. Cuadrado Prieto: Museo de Guadalajara, folleto del Museo de Guadalajara, 2007, Toledo, S. 2–15.
- M. R. Cuadro Jiménez & S. Cortés Campoamor: Guía del Museo Provincial de Bellas Artes, Guadalajara, Servicio de Publicaciones de la Junta de Comunidades de Castilla-La Mancha, 1986.